# Sehl
Sehl ist einer von vier Stadtteilen der Kreisstadt Cochem im rheinland-pfälzischen Landkreis Cochem-Zell. Bis 1932 war Sehl eine eigenständige Gemeinde.
Der auf der linken Moselseite liegende Ort befindet sich in unmittelbarer Moselnähe. In nordwestlicher Richtung schließt sich das Zentrum Cochems an. Der nächste, circa drei Kilometer entfernt gelegene Ort ist Ernst. Auf der Sehl gegenüberliegenden Moselseite befindet sich Cochems Stadtteil Cond. 
Durch die B 259 wird das Kloster Ebernach von Sehl in östlicher Richtung getrennt.

## Wirtschaft und Tourismus
Sehls Wirtschaft ist durch Tourismus und Weinbau geprägt. An die durch den Ort verlaufende und ihn vom Moselufer trennende Bundesstraße 49 siedelten sich in den vergangenen Jahren verschiedene Einkaufszentren an. Ein geplantes Neubaugebiet soll dem Ort zusätzlichen wirtschaftlichen Aufschwung geben.
Sehl besitzt eines der ältesten Fachwerkhäuser der gesamten Moselregion. Bei Restaurierungsarbeiten im Jahr 1999 wurde das Haus mit intaktem Fachwerk aus dem Jahr 1374/1375 entdeckt. Während das Sockelgeschoss aus dem für die Region typischen Moselschiefer errichtet wurde, schließt sich darauf aufbauend das im Originalzustand erhaltene Fachwerk an. Lediglich die Dachkonstruktion ist neueren Datums. 
Die Sankt Antonius-Kapelle in Sehl wird auch Sehler Dom genannt. Das spätgotische Chor des Gotteshauses wurde entsprechend einer Stifterurkunde des Trierer Erzbischofs Johann II. von Baden aus dem Jahr 1493 als Filialkirche der Pfarrei Cochem errichtet. 
Die Glocke im Turm stammt aus dem Jahre 1441 mit der Inschrift AVE MARIA GRACIA PLENA DOMINUS TECUM MCCCCXXXXI.
Das eigentliche Kirchenschiff stammt aus dem 18. Jahrhundert und wurde zuletzt im Jahr 2001 renoviert.

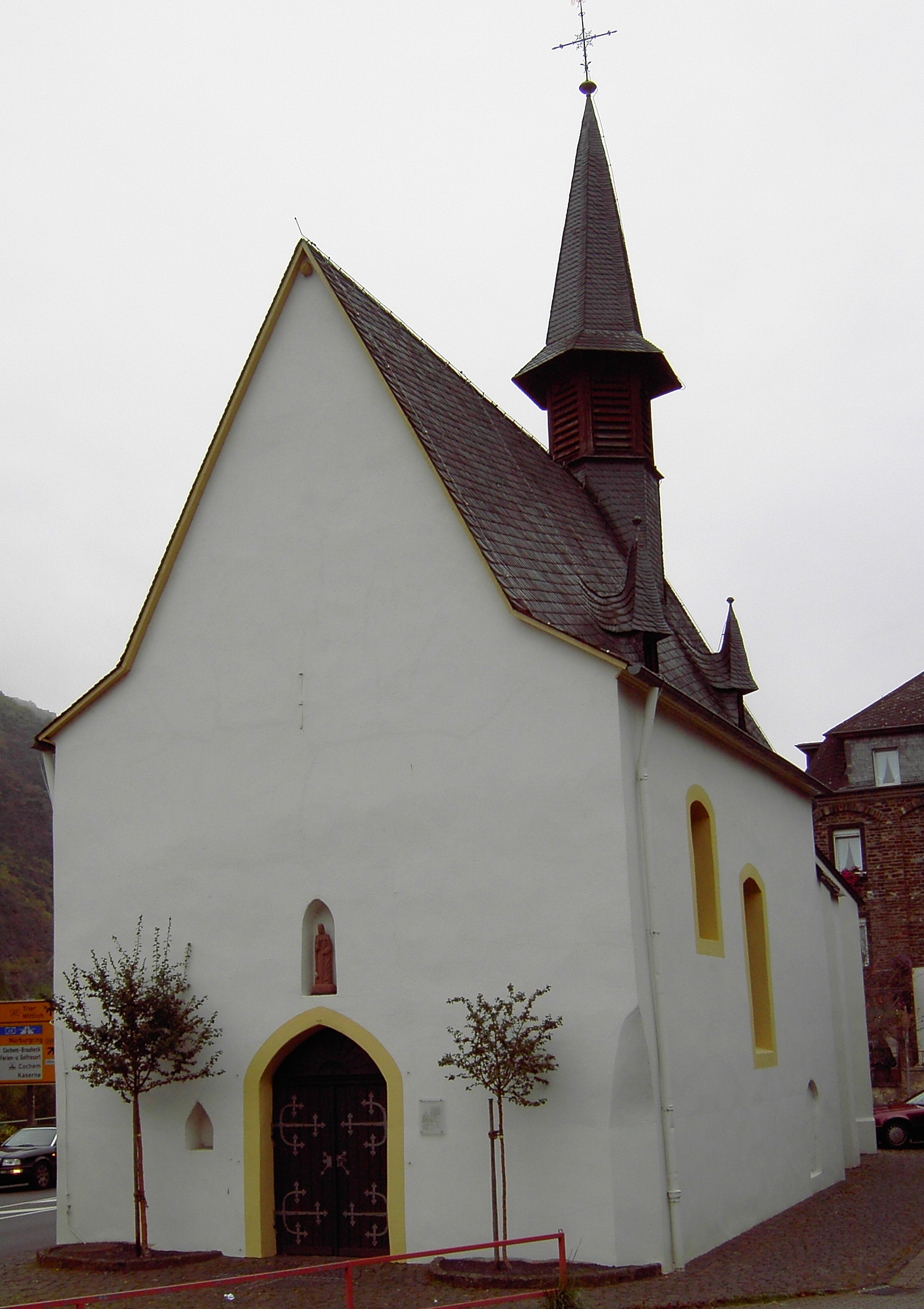
St. Antonius-Kapelle in Sehl
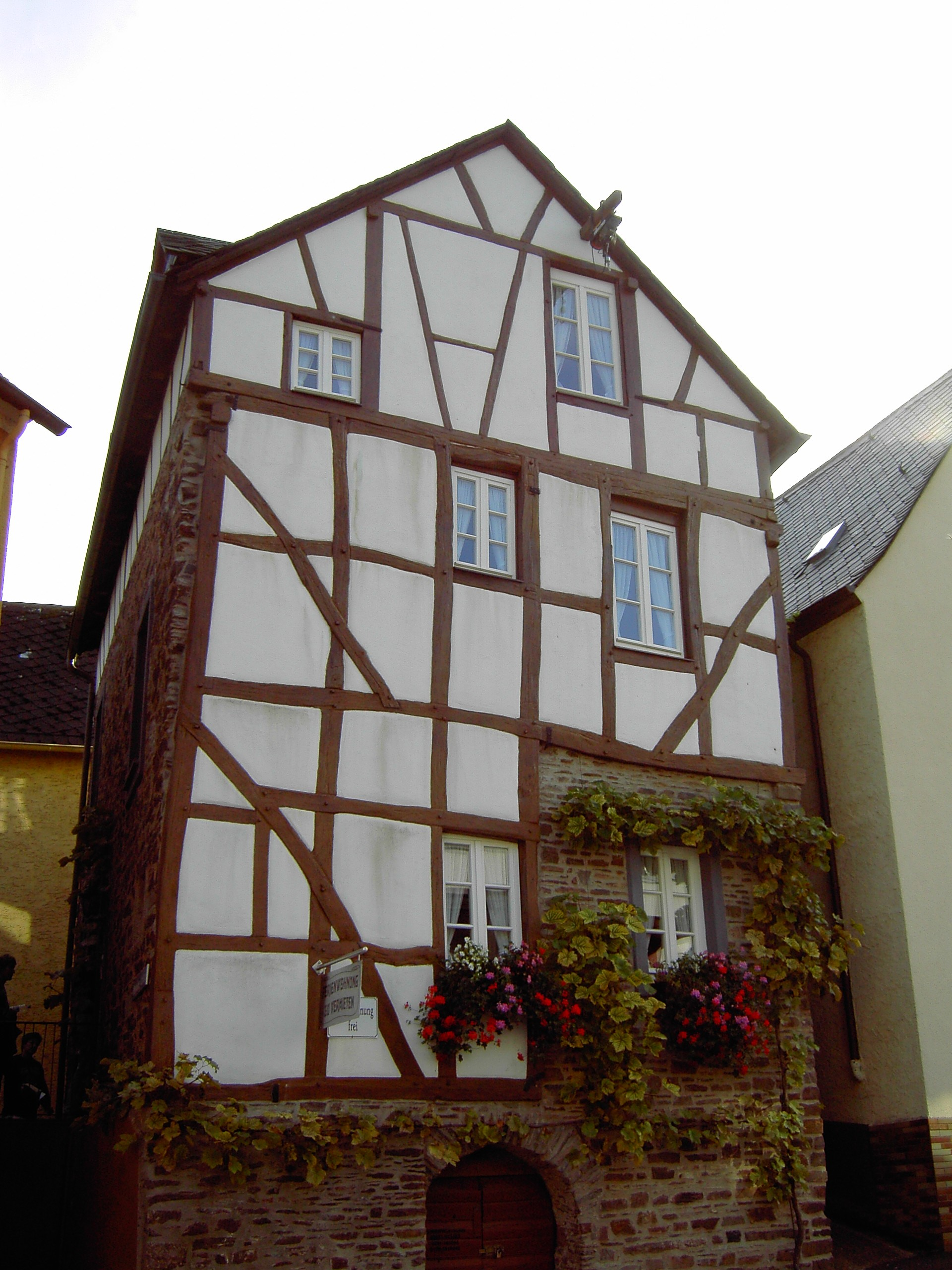
Fachwerkhaus aus dem Jahr 1374/1375
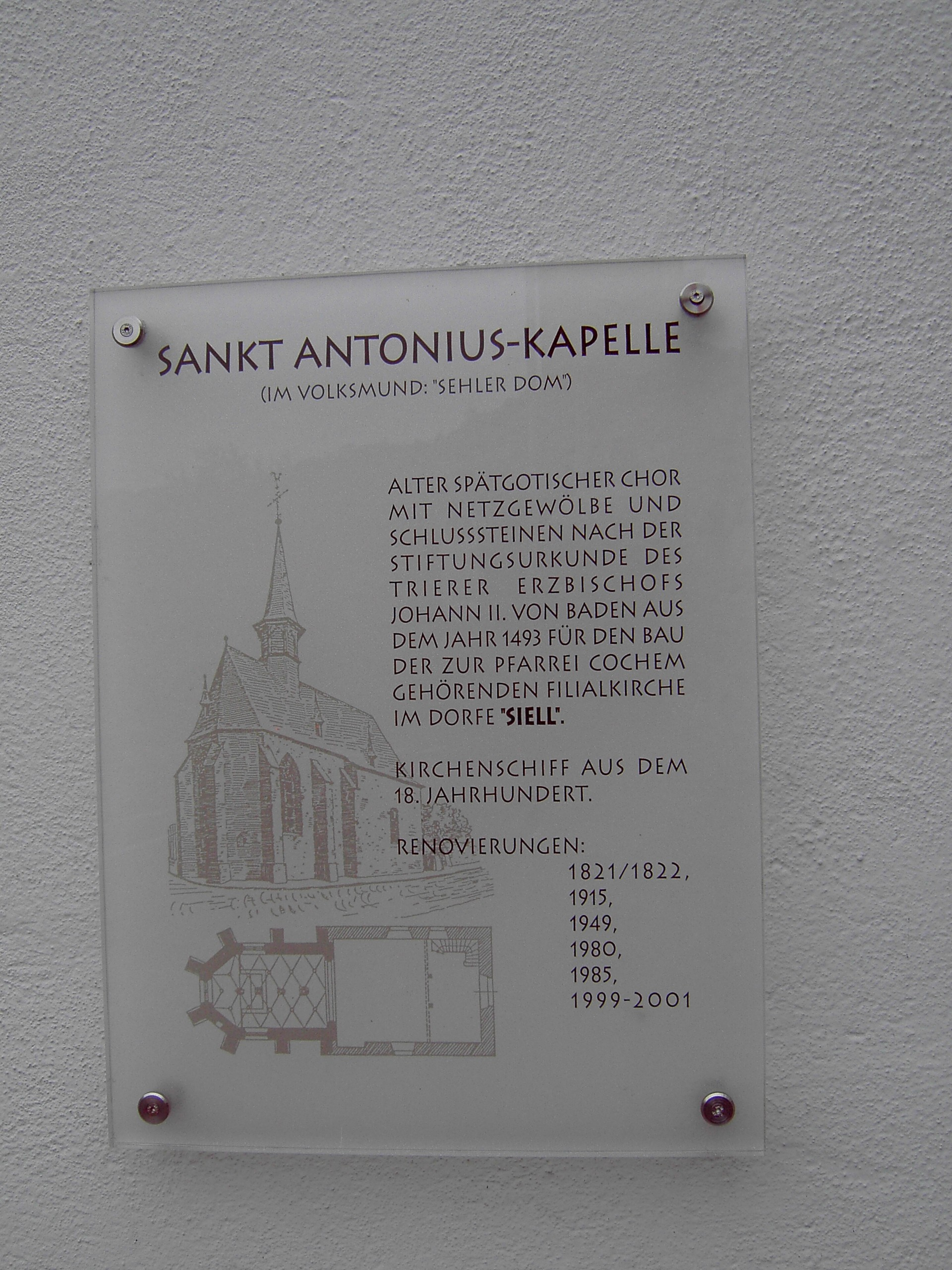
Infotafel der St. Antoniuskapelle
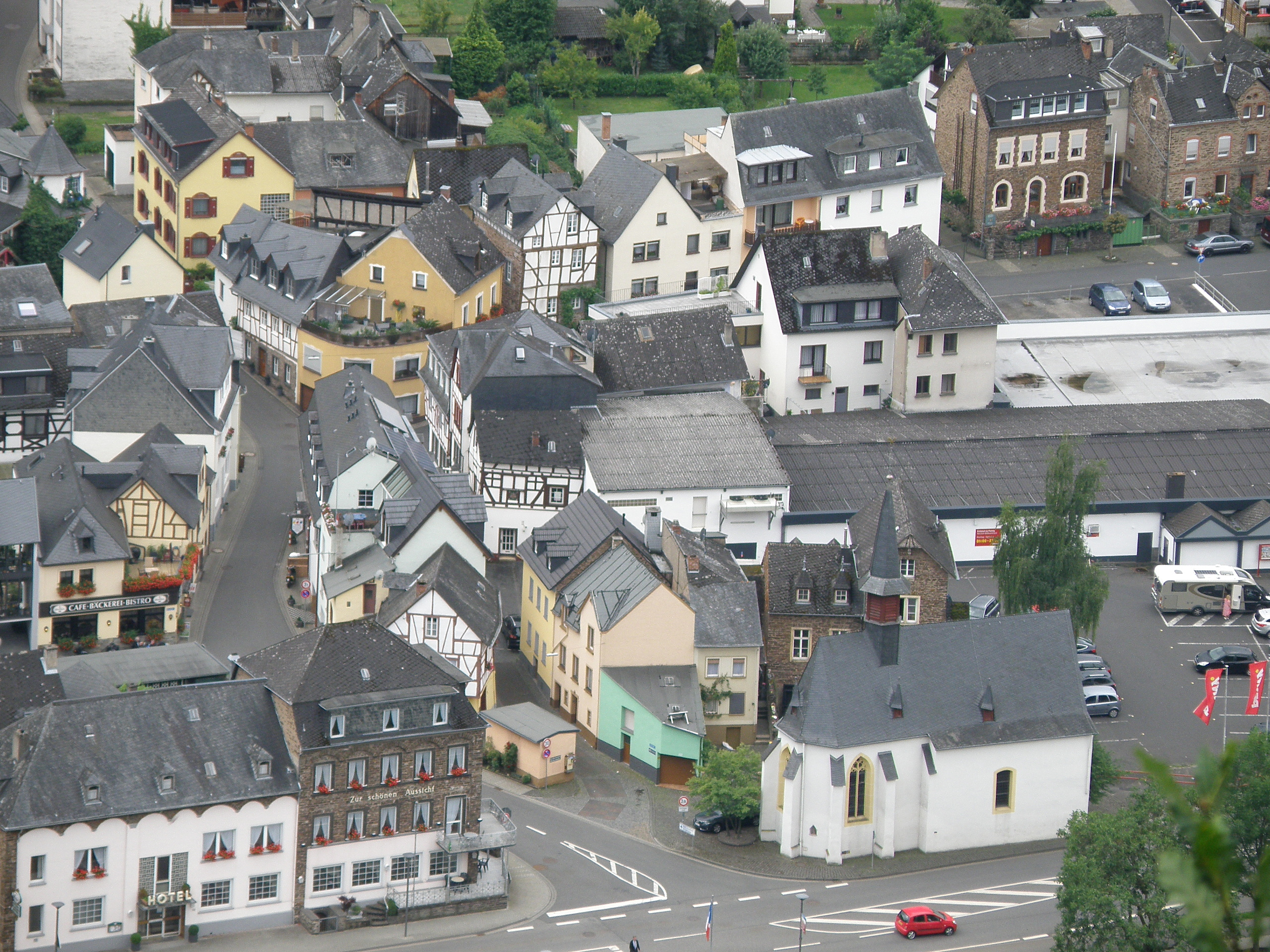
Blick auf die Dorfmitte von der anderen Moselseite

## In Sehl geboren
- Lukas Sehl (um 1515–1586), Abt im Kloster St. Marien in Trier